# بلقاسم الزبيري
بلقاسم الزبيري (23 أكتوبر 1983 بغب بروانس آلب كوت دازور في فرنسا - ) (بالفرنسية: Belkacem Zobiri)‏ هو لاعب كرة قدم فرنسي في مركز الوسط. لعب مع شباب قسنطينة ونادي أميين ونادي كان ونادي لوهان كويسو ووفاق سطيف وGap HAFC ‏ ونادي دونكيرك وAC Amiens ‏.

## وصلات خارجية
- بلقاسم الزبيري على موقع قاعدة بيانات كرة القدم.إي يو (الإنجليزية)
- بلقاسم الزبيري على موقع ليكيب (الفرنسية)
- بلقاسم الزبيري على موقع Soccerway.com (الإنجليزية)